# Naver
A Naver (hangul: 네이버, Neibo, RR: Neibeo) dél-koreai internetes portál és keresőmotor, melyet 1999-ben hozott létre egy korábbi Samsung-alkalmazott. A Naver saját keresőmotort fejlesztett, ami kifejezetten koreai nyelvű tartalomra specializálódik. 2009-ben a keresőmotorok között az ötödik helyen szerepelt a világon, a Google, a Yahoo!, a Baidu és a Microsoft után. A Naver a koreai piac domináns keresője, a keresések mintegy 70%-át itt bonyolítják és mintegy 25 millió felhasználónak ez a kezdőoldala a böngészőben. A Woori Investment and Securities elemzése szerint a Google-nek azért nem sikerült megvetnie a lábát a koreai piacon a Naverrel szemben, mert túl kevés koreai nyelvű tartalmat szolgáltat.

## Szolgáltatások
A Naver egyik legnépszerűbb szolgáltatása a Tudáskereső (지식인 검색, Csisigin komszek (Jisig-in geomsaek)), ahol a felhasználók kérdéseket tesznek fel, amit más felhasználók válaszolnak meg. Naponta átlagosan mintegy 44 000 kérdést tesznek fel itt. A Naver ezen szolgáltatása három évvel korábban indult, mint a hasonló Yahoo! Answers.
A Navernek számos tartalomszolgáltatóval van szerződése, a kereséskor ezeket veszi előre, keres például népszerű enciklopédiákban, moziadatbázisban, hírességek adatbázisában, könyvadatbázisokban, híroldalakon, az eredményeket pedig egyetlen oldalon, kategóriánként teszi közzé.